# Groupe mobile (guerre d'Indochine)
Pour les articles homonymes, voir Groupe mobile.
Un groupe mobile (GM) est un type d'unité militaire française de la guerre d'Indochine. Il s'agit d'une unité interarmes de quelques milliers de combattants, capable de mener des opérations lourdes contre le Việt Minh.

## Historique

### Organisation
En 1950, en particulier lors de la bataille de la RC 4, le Việt Minh prouve qu'il est capable de mener des grandes opérations avec des unités lourdes. Les groupes mobiles apparaissent début 1951, à l'instigation du général Boyer de Latour suivi par le général de Lattre.
Les groupes mobiles s'inspirent du groupe mobile nord-africain, mis sur pied dès 1949, et plus largement des Regimental combat team (en) de la Seconde Guerre mondiale, dont l'organisation a été copiée en France par les groupements d'infanterie créés en 1946.
Les groupes mobiles sont constitués avec trois bataillons d'infanterie portés sur camions, une compagnie du génie, un escadron blindé (ou une compagnie de reconnaissance), un groupe d'artillerie, un détachement de transmissions, une compagnie de quartier-général et un détachement sanitaire. Si besoin, les GM peuvent être renforcés par d'autres unités,.
L'ensemble est plus puissant qu'une division Việt Minh, notamment à cause de la présence de blindés, mais un GM ne peut rivaliser en termes d'effectifs. De plus, les GM sont des unités motorisées lourdes, handicapées en terrain difficile, par exemple au Tonkin.

### Opérations
Sous le commandement du général de Lattre, cinq premiers groupes mobiles participent mi janvier 1951 à la bataille de Vĩnh Yên, remportée par les Français. Dix GM de l'Armée française et sept GM de l'Armée nationale vietnamienne sont mis sur pied.
Le plus connu des groupes mobiles est le groupe mobile no 100, formé autour du régiment de Corée et décimé lors de la bataille du col de Mang Yang fin juin 1954.